# Ferrovia dello Stelvio
La ferrovia dello Stelvio è un progetto di linea ferroviaria redatto nel 1922 dall'ingegnere Casiraghi (direttore della FAV ferrovia Alta Valtellina Tirano-Sondrio) mirante a collegare Tirano con la val Venosta attraverso le montagne del gruppo dell'Ortles ripreso nel 2015 da Regione Lombardia e Provincia di Bolzano.

## Storia

### Il progetto del 1922
Secondo il progetto originale e mai realizzato la linea, che partiva dalla stazione di Tirano, avrebbe raggiunto Bormio e da qui, attraverso il tunnel dello Stelvio, la val Venosta separandosi poi in due tronconi: a nord verso Malles Venosta dove avrebbe dovuto congiungersi con la ferrovia del Resia e a est verso Lasa-Merano-Bolzano permettendo il collegamento con la linea del Brennero per raggiungere Monaco di Baviera. Il traforo dello Stelvio avrebbe ridotto la distanza tra Milano e il capoluogo della Baviera da 595 chilometri a 501.
Come per altri progetti dell'epoca (ferrovia del Resia), la difficile situazione economico-finanziaria e le tensioni internazionali ne decretarono l'abbandono prematuro.

### Il progetto del 2015
La Provincia di Bolzano e la Regione Lombardia nel 2015 hanno siglato un protocollo d'intesa per lo sviluppo dell'area del Passo dello Stelvio. In questa occasione è stato annunciato che è in fase di ideazione un progetto per prolungare la linea ferroviaria dell'Alta Valtellina da Tirano a Bormio nonché la realizzazione di uno studio di fattibilità per un collegamento tra Val Venosta e Valtellina aperto tutto l'anno tramite traforo.
Nel 2016 è stato confermato lo studio di fattibilità per il traforo dello Stelvio che si prevede essere solo ferroviario secondo la Deliberazione della Giunta Provinciale n. 849 del 21.07.2015.
Dal 2022, a cento anni dal primo progetto, sono in corso gli studi di fattibilità per la realizzazione per il prolungamento da Tirano a Bormio.
| Unknown route-map component "exLCONTg" |

| Unknown route-map component "exLSTR" + Head station |

| Unknown route-map component "exLSTR" + Unknown route-map component "KRWl" | Unknown route-map component "KRW+r" |

| Unknown route-map component "exLSTR" | Stop on track |

| Unknown route-map component "exLSTR" | Station on track |

| Unknown route-map component "exLSTR" | Stop on track |

|  | Unknown route-map component "exLABZg+l" | Unknown route-map component "exLABZg+r" + Straight track |  |

|  | Unknown route-map component "exLSTR" | Station on track | Non-passenger head station |

|  | Unknown route-map component "exLSTR" | Straight track | Unknown route-map component "CONTl+g" |

|  | Unknown route-map component "exLSTR" | One way leftward | Unknown route-map component "CONTf@Fq" |

|  | Unknown route-map component "lTUNNEL" + Unknown route-map component "extLSTR" + Unknown route-map component "GRZq" |

|  | Unknown route-map component "exLBHF" |

|  | Unknown route-map component "exLBHF" |

| Head station | Unknown route-map component "exLSTR" + Head station |  |  |

| Unknown route-map component "CONTr+g" | Continuation forward |  |  |